# Recetor
Recetor is een gemeente in het Colombiaanse departement Casanare. De gemeente, gesticht op 17 maart 1740, telt 1544 inwoners (2005). Recetor ligt op de oostelijke flank van de Cordillera Oriental.
Aguazul · Chameza · Hato Corozal · La Salina · Maní · Monterrey · Nunchía · Orocué · Paz de Ariporo · Pore · Recetor · Sabanalarga · Sácama · San Luis de Palenque · Támara · Tauramena · Trinidad · Villanueva · Yopal